# Warcraft II: Tides of Darkness
A Warcraft II: Tides of Darkness egy valós idejű stratégiai játék, ami folytatása a népszerű Warcraft: Orcs & Humansnak. A játékot a Blizzard Entertainment készítette, és 1995 decemberében jelentette meg. A játékos két lehetséges fajt választhat, az embereket, és az orkokat.
A játék nagy hatást gyakorolt az RTS műfajra, mivel itt jelent meg a két egérgombos irányítás (szemben a Westwood Studios konkurens Command & Conquer játékával, ahol egy egérgomb elég a kezeléshez), illetve a dolgozó egység (peasant).
A Warcraft sémáját, játékmenetét többé-kevésbé átalakítva rengeteg későbbi stratégiai játék átvette, közülük a legjelentősebb az Age of Empires volt.